# Відносна правдоподібність
Припустімо, що в статистиці нам було надано деякі дані, й ми будуємо статистичну модель цих даних. Відно́сна правдоподі́бність (англ. relative likelihood) порівнює відносні вірогідності (англ. plausibilities) різних моделей-кандидатів, або різних значень параметра єдиної моделі.

## Відносна правдоподібність значень параметрів
Припустімо, що нам надано деякі дані x, для яких ми маємо статистичну модель із параметром θ. Припустімо, що оцінкою θ методом максимальної правдоподібності є {\displaystyle {\hat {\theta }}}. Відносні вірогідності інших значень θ може бути знайдено порівнюванням правдоподібностей цих інших значень із правдоподібністю {\displaystyle {\hat {\theta }}}. Відносну правдоподібність θ означують як
{\displaystyle {\mathcal {L}}(\theta \mid x)/{\mathcal {L}}({\hat {\theta }}\mid x)}
де {\displaystyle {\mathcal {L}}(\theta \mid x)} позначує функцію правдоподібності. Таким чином, відносна правдоподібність є співвідношенням правдоподібностей з незмінним знаменником {\displaystyle {\mathcal {L}}({\hat {\theta }}\mid x)}.
Функція
{\displaystyle \theta \mapsto {\mathcal {L}}(\theta \mid x)/{\mathcal {L}}({\hat {\theta }}\mid x)}
є функцією відносної правдоподібності (англ. relative likelihood function).

### Область правдоподібності
О́бласть правдоподі́́́бності (англ. likelihood region) — це множина всіх значень θ, чиї відносні правдоподібності є більшими або рівними заданому порогові. В термінах відсотків, p%-ву область правдоподібності для θ означують як
{\displaystyle \left\{\theta :{\frac {{\mathcal {L}}(\theta \mid x)}{{\mathcal {L}}({\hat {\theta \,}}\mid x)}}\geq {\frac {p}{100}}\right\}.}
Якщо θ є єдиним дійснозначним параметром, то p%-ва область правдоподібності зазвичай становить проміжок дійсних значень. Якщо ця область дійсно становить проміжок, то її називають про́міжком правдоподі́бності (англ. likelihood interval).
Проміжки правдоподібності, та, загальніше, області правдоподібності використовують для проміжкового оцінювання в правдоподібницькій статистиці: вони є подібними до довірчих проміжків у частотницькій статистиці та ймовірних проміжків у баєсовій статистиці. Проміжки правдоподібності тлумачать безпосередньо в термінах відносної правдоподібності, а не в термінах ймовірності накриття (частотництво) чи апостеріорної ймовірності (баєсівство).
Для заданої моделі проміжки правдоподібності можливо порівнювати з довірчими проміжками. Якщо θ є єдиним дійснозначним параметром, то, за певних умов 14.65%-й проміжок правдоподібності (правдоподібність близько 1:7) для θ буде таким же, як і 95%-й довірчий проміжок (ймовірність накриття 19/20). У дещо відмінному формулюванні, пристосованому для використання логарифмічних правдоподібностей (див. теорему Уілкса), перевірна статистика є подвоєною різницею логарифмічних правдоподібностей, а розподіл імовірності цієї перевірної статистики приблизно є розподілом хі-квадрат зі ступенями вільності, що дорівнюють різниці в ступенях вільності між цими двома моделями (тому проміжок правдоподібності e−2 є таким же, як і довірчий проміжок 0.954, за припущення, що різницею в ступенях вільності є 1).

## Відносна правдоподібність моделей
Означення відносної правдоподібності може бути узагальнено для порівнювання різних статистичних моделей. Це узагальнення ґрунтується на ІКА (інформаційному критерієві Акаіке, англ. AIC), або іноді на ІКАк (інформаційному критерієві Акаіке з коригуванням, англ. AICc).
Припустімо, що для деяких наданих даних ми маємо дві статистичні моделі, M1 та M2. Також припустімо, що AIC(M1 ) ≤ AIC(M2 ). Тоді відносну правдоподібність M2 по відношенню до M1 означують наступним чином:
{\displaystyle \exp \left({\frac {\operatorname {AIC} (M_{1})-\operatorname {AIC} (M_{2})}{2}}\right)}
Щоби побачити, що це є узагальненням ранішого означення, припустімо, що ми маємо деяку модель M із (можливо, багатомірним) параметром θ. Тоді для будь-якого θ встановімо M2 = M(θ), а також встановімо M1 = M({\displaystyle {\hat {\theta }}}). Це загальне означення тепер дає той самий результат, що й раніше означення.